# Liste de points extrêmes de la Tchéquie
Voici une liste de points extrêmes de la Tchéquie.

## Latitude et longitude
| Lobendava Vyšší Brod Krásná Bukovec Sniejka |

- Nord : Lobendava, région d'Ústí nad Labem 51° 03′ 21″ N, 14° 18′ 56″ E
- Sud : Vyšší Brod, Moravie-du-Sud 48° 33′ 07″ N, 14° 20′ 00″ E
- Ouest : Krásná, région de Karlovy Vary 50° 15′ 08″ N, 12° 05′ 27″ E
- Est : Bukovec, Moravie-Silésie 49° 33′ 02″ N, 18° 51′ 33″ E

## Altitude
- Maximum : Sniejka, région de Hradec Králové, 1 602 m 50° 44′ 10″ N, 15° 44′ 24″ E
- Minimum : Hřensko, région d'Ústí nad Labem